# Meretice
Meretice jsou bývalá obec v Prešovském okrese, která byla v roce 1964 sloučena s obcí Radačov, čímž vznikla společná obec Radatice. První písemná zmínka o obci pochází z roku 1332 a píše se v ní o místním kostele, který v té době patřil šlechtickému rodu z Drienova. Římskokatolický kostel s kamennou křtitelnicí byl postaven ve 13. a přestavěn v 18. století.